# 트래쉬 (영화)
《트래쉬》(영어: Trash, 브라질 포르투갈어: Trash - A Esperança Vem do Lixo)는 스티븐 돌드리가 감독을, 리처드 커티스가 각본을 맡은 영국과 브라질의 범죄 드라마 스릴러 영화로, 앤디 멀리건이 2010년에 발간한 동명 소설을 원작으로 한다. 루니 메라, 마틴 신, 바그네르 모라, 셀통 멜루 등이 출연하였다.

## 줄거리
쓰레기를 뒤지며 살던 브라질 십대 소년 셋이 리우데자네이루 시장직을 노리는 한 경찰의 부패 증거물이 담긴 지갑을 발견한다.

## 출연
- 루니 메라 - 올리비아 수녀[3], 미국인 역
- 마틴 신 - 줄리아드 신부[3], 미국인 역
- 바그네르 모라 - 조제 앙젤루[3] 역
- 셀통 멜루 - 프레데리쿠 곤스[3] 역
- 스테팡 네르세시앙 - 산투스 역
- 힉송 테베스 - 하파에우 역
- 에두아르두 루이스 - 가르두 역
- 가브리에우 바인스타잉 - 라투 역
- 페드루 파울리 - 청소부 역
- 네우송 샤비에르 - 제페르송 역
- 레안드루 피르미누 - 치아구 역